# Celleporella angusta
Celleporella angusta är en mossdjursart som beskrevs av Alvarez 1991. Celleporella angusta ingår i släktet Celleporella och familjen Hippothoidae. Inga underarter finns listade i Catalogue of Life.